# Oona Laurence
Oona Laurence (Nueva York; 1 de agosto de 2002) es una actriz estadounidense de cine, teatro y televisión. Es más conocida por su papel de Matilda Wormwood en el musical Matilda en Broadway.

## Carrera
Después de diversas apariciones en producciones locales de teatro y papeles pequeños en cortometrajes y series de televisión, participó de las pruebas para el musical Matilda en Broadway en 2012. Ganó el papel de Matilda y actuó en el espectáculo entre el 4 de marzo de 2013 y el 15 de diciembre de 2013.
Después de Matilda, pasó a ser actriz de cine, haciendo apariciones en American Gladiators, A Little Game, The Grief of Others, I Smile Back, Damsel, Lamb y Southpaw, interpretando en esta última a la hija de los personajes de Jake Gyllenhaal y Rachel McAdams. También hizo breves papeles en series de televisión como Law & Order Special Victims Unit y Orange Is the New Black.
En 2016 interpretó el papel de Natalie en la película Pete's Dragon.
En 2020 apareció en la película de drama Lost Girls en el papel de Sarra Gilbert.

## Vida personal
Vive en Nueva York y tiene dos hermanas menores, Aimée y Jetè, que también son actrices.

## Filmografía

### Cine
| Año  | Título                           | Papel               | Notas                                         |
| ---- | -------------------------------- | ------------------- | --------------------------------------------- |
| 2012 | Wet Cement                       | Chica               | Cortometraje                                  |
| 2012 | Esther                           | Esther              | Cortometraje                                  |
| 2013 | Penny Dreadful                   | Chica               | Cortometraje                                  |
| 2013 | Correcting. Perplexing. Patrick. | Jessica Barnwell    |                                               |
| 2014 | A Little Game                    | Becky               |                                               |
| 2014 | American Gladiators'             | Jean                | También conocida como Tumorhead. Cortometraje |
| 2015 | I Smile Back                     | Daisy               |                                               |
| 2015 | Lamb                             | Tommie              | Papel principal                               |
| 2015 | Imaginapped                      | Olivia              | Cortometraje                                  |
| 2015 | Southpaw                         | Leila Hope          |                                               |
| 2015 | The Grief of Others              | Biscuit Ryrie       |                                               |
| 2015 | Damsel                           | Ava                 |                                               |
| 2015 | Vicky & Jonny                    | Joven Vicky         | Cortometraje                                  |
| 2016 | Little Boxes                     | Ambrosia            |                                               |
| 2016 | Bad Moms                         | Jane Mitchell       |                                               |
| 2016 | Pete's Dragon                    | Natalie             |                                               |
| 2016 | Lily + Mara                      | Lily                | Cortometraje                                  |
| 2017 | The Beguiled                     | Amelia 'Amy' Dabney |                                               |
| 2017 | A Bad Moms Christmas             | Jane Mitchell       |                                               |
| 2020 | Lost Girls                       | Sarra Gilbert       |                                               |

### Televisión
| Año  | Título                                  | Papel                           | Notas                                   |
| ---- | --------------------------------------- | ------------------------------- | --------------------------------------- |
| 2011 | Celebrity Ghost Stories                 | Phyllis (niña)/Hija de Phyllis  | 1 episodio                              |
| 2012 | Louie                                   | Chica #4                        | 1 episodio                              |
| 2014 | Law & Order: Special Victims Unit       | Zoe Harris                      | Episodio: "Glasgowman's Wrath"          |
| 2015 | Orange Is the New Black                 | Tiffany (a los 10 años de edad) | Episodio: "The Tittin' and the Hairin'" |
| 2016 | Blindspot                               | Maya                            | Episodio: "Swift Hardhearted Stone"     |
| 2020 | Guía de una niñera para cazar monstruos | Liz Lerue                       |                                         |

## Teatro
| Año  | Título  | Papel            | Notas                            |
| ---- | ------- | ---------------- | -------------------------------- |
| 2013 | Matilda | Matilda Wormwood | Teatro Sam S. Schubert, Broadway |

## Premios y nominaciones
| Año  | Premiación                                    | Categoría                                                                                          | Trabajo nominado    | Resultado |
| ---- | --------------------------------------------- | -------------------------------------------------------------------------------------------------- | ------------------- | --------- |
| 2013 | Bueu International Short Film Festival        | Best actress                                                                                       | Penny Dreadful      | Ganadora  |
| 2013 | Premios Tony                                  | Tony Honors for Excellence in Theatre (compartido con Sophia Gennusa, Bailey Ryon y Milly Shapiro) | Matilda the Musical | Ganadora  |
| 2015 | Washington D.C. Area Film Critics Association | Best Youth Performance                                                                             | Southpaw            | Nominada  |
| 2017 | Premios Young Artist                          | Best Performance in a Feature Film – Leading Teen Actress                                          | Pete's Dragon       | Ganadora  |